# Le May-sur-Èvre
Le May-sur-Èvre település Franciaországban, Maine-et-Loire megyében. Lakosainak száma 3878 fő (2022. január 1.). Le May-sur-Èvre Bégrolles-en-Mauges, Cholet, Saint-Léger-sous-Cholet, Trémentines és Beaupréau-en-Mauges községekkel határos.

## Népesség
A település népességének változása:
| Lakosok száma | 3383 | 3806 | 3914 | 3790 | 3953 | 3845 | 3805 | 3820 | 3827 | 3878 |
|               | 1968 | 1982 | 1990 | 2006 | 2013 | 2015 | 2017 | 2019 | 2020 | 2022 |